# Saison 2008 des Reds de Cincinnati
La Saison 2008 des Reds de Cincinnati est la 127e saison en Ligue majeure pour cette franchise.

## La saison régulière

### Classement
| Ligue nationale (Division Centrale) | V  | D  | %     | GB   |
| ----------------------------------- | -- | -- | ----- | ---- |
| Cubs de Chicago                     | 97 | 64 | 0.602 | --   |
| Brewers de Milwaukee                | 90 | 72 | 0.556 | 7.5  |
| Astros de Houston                   | 86 | 75 | 0.534 | 11.0 |
| Cardinals de Saint-Louis            | 86 | 76 | 0.531 | 11.5 |
| Reds de Cincinnati                  | 74 | 88 | 0.457 | 23.5 |
| Pirates de Pittsburgh               | 67 | 95 | 0.414 | 30.5 |

## Statistiques individuelles

### Batteurs
Note: J = matches joués, AB = passage au bâton, H = coup sûr, Avg. = moyenne au bâton, HR = coup de circuit, RBI = point produit
| Joueur | J | AB | H | Avg. | HR | RBI |
| ------ | - | -- | - | ---- | -- | --- |

### Lanceurs partants
Note: J = matches joués, IP = manches lancées, V = victoires, D = défaites, ERA = moyenne de points mérités, SO = retraits sur prises
| Joueur | J | IP | V | D | ERA | SO |
| ------ | - | -- | - | - | --- | -- |

### Lanceurs de relève
Note: J = matches joués, SV = sauvetages, V = victoires, D = défaites, ERA = moyenne de points mérités, SO = retraits sur prises
| Joueur | J | SV | V | D | ERA | SO |
| ------ | - | -- | - | - | --- | -- |